# SFRP4
SFRP4 (англ. Secreted frizzled related protein 4) – білок, який кодується однойменним геном, розташованим у людей на короткому плечі 7-ї хромосоми. Довжина поліпептидного ланцюга білка становить 346 амінокислот, а молекулярна маса — 39 827.
| 10         |  | 20         |  | 30         |  | 40         |  | 50         |
| ---------- |  | ---------- |  | ---------- |  | ---------- |  | ---------- |
| MFLSILVALC |  | LWLHLALGVR |  | GAPCEAVRIP |  | MCRHMPWNIT |  | RMPNHLHHST |
| QENAILAIEQ |  | YEELVDVNCS |  | AVLRFFLCAM |  | YAPICTLEFL |  | HDPIKPCKSV |
| CQRARDDCEP |  | LMKMYNHSWP |  | ESLACDELPV |  | YDRGVCISPE |  | AIVTDLPEDV |
| KWIDITPDMM |  | VQERPLDVDC |  | KRLSPDRCKC |  | KKVKPTLATY |  | LSKNYSYVIH |
| AKIKAVQRSG |  | CNEVTTVVDV |  | KEIFKSSSPI |  | PRTQVPLITN |  | SSCQCPHILP |
| HQDVLIMCYE |  | WRSRMMLLEN |  | CLVEKWRDQL |  | SKRSIQWEER |  | LQEQRRTVQD |
| KKKTAGRTSR |  | SNPPKPKGKP |  | PAPKPASPKK |  | NIKTRSAQKR |  | TNPKRV     |

A: Аланін

C: Цистеїн

D: Аспарагінова кислота

E: Глутамінова кислота

F: Фенілаланін

G: Гліцин

H: Гістидин

I: Ізолейцин

K: Лізин

L: Лейцин

M: Метіонін

N: Аспарагін

P: Пролін

Q: Глутамін

R: Аргінін

S: Серин

T: Треонін

V: Валін

W: Триптофан

Кодований геном білок за функцією належить до білків розвитку. 
Задіяний у таких біологічних процесах, як диференціація клітин, сигнальний шлях Wnt. 
Секретований назовні.